# Odo I van Blois
Odo I van Blois (ca. 950 - 12 maart 996) was de jongste zoon van Theobald I van Blois en Liutgard van Vermandois. Hij was een van de machtigste edelen in Frankrijk en slaagde erin de macht van zijn familie verder uit te breiden.
Als jonge man verdedigde hij Crouchy tegen de bisschop van Reims. Omdat zijn oudste broer was gesneuveld en zijn tweede broer tot de geestelijkheid was toegetreden, erfde Odo rond 970 de graafschappen Blois, Chartres, Provins, Tours, Beauvais, Chinon, Saumur en Châteaudun van zijn vader. Ca. 984 erfde hij van Herbert III van Vermandois (zoon van Herbert II van Vermandois), zijn oom van moederszijde, de graafschappen Omois en Reims, en de functie van paltsgraaf en van lekenabt van de Sint-Medardusabdij te Soissons. Hiermee had de machtige positie van het huis van Blois in de komende generaties, met grote bezittingen rondom Parijs, vorm gekregen.
In 981 steunde Odo Conan I van Bretagne in zijn pogingen om Nantes te verwerven. Samen met zijn neef Heribert van Troyes, steunde in 985 hij de veroveringspolitiek van Lotharius van Frankrijk in Lotharingen. Odo nam deel aan de verovering van Verdun en Laon, en nam hij graaf Godfried van Verdun gevangen. In 987 verwierf Odo het graafschap Dreux en de functie van lekenabt van de abdij van Tours, van de nieuwe koning Hugo Capet als dank voor de steun bij diens verkiezing. Al snel koos Odo echter positie tegen Hugo en gaf hij steun aan Karel van Neder-Lotharingen. Er volgden een aantal jaren van verwarring en strijd:
- 991 Odo belegerde Melun maar de stad werd ontzet door Hugo Capet, Richard I van Normandië en Fulco III van Anjou. Odo werd verslagen bij Orsay door Burchard I van Vendôme
- 992 Odo moest zich onder druk van Fulco aan de koning onderwerpen
- 993 samenzwering met bisschop Adalbero van Laon, om de koning en zijn zoon te ontvoeren en aan de keizer uit te leveren. De samenzwering werd verijdeld en de koning liet Fulco tegen Blois optrekken. Die bouwde het kasteel van Langeais om Blois te bewaken.
- 995 Odo sloot een bondgenootschap met Richard van Normandie, Willem IV van Aquitanië (zijn zwager) en Boudewijn IV van Vlaanderen tegen Fulco
- 996 het beleg van Langeais moest worden opgeheven nadat Hugo Capet had ingegrepen

Odo overleed in 996 en werd begraven in de abdij van Tours.
Odo was getrouwd met Bertha, dochter van Koenraad van Bourgondië en van Mathilde van Frankrijk. Zij had een belangrijk aandeel in het bestuur van de bezittingen van het huis van Blois. Odo en Bertha kregen de volgende kinderen:
- Theobald II (985-1004)
- Odo II (990-1037), opvolger van zijn broer Theobald
- Agnes, gehuwd met Godfried II van Thouars.
- Diederik (ovl. ca. 1000), begraven in de abdij van Saint-Père te Chartres
- Landry, genoemd in een akte van 27 september 1007